# Доротей Берски и Негушки
Вижте пояснителната страница за други личности с името Доротей.
Доротей (на гръцки: Δωρόθεος, Доротеос) е гръцки духовник от ХVІІІ век, митрополит на Вселенската патриаршия.

## Биография
Роден е във Фарсала. През юни (след 16 юни) 1763 година е избран за берски и негушки митрополит на Вселенската патриаршия. Името му е споменато като берски митрополит в патриаршески документ още през юли 1763 година. Споменат е и в други документи от същата година. Името му е споменато и в храма „Свети Атанасий“ в Чорново (Фития) в надпис от времето на изписването на църквата. В надписа освен името на митрополита са споменати и клирци и миряни, свързани с изписването. Остава начело на митрополията до 1767 година или според други източници до 1769 година, когато е уволнен.